# Euphorbia yaquiana
Euphorbia yaquiana är en törelväxtart som beskrevs av Ivar Frederick Tidestrøm. Euphorbia yaquiana ingår i släktet törlar, och familjen törelväxter. Inga underarter finns listade i Catalogue of Life.